# الآياي
الآياي أو البدوية الصحراوية أو الأغنية الصحراوية هي نوع موسيقي شعري تقليدي من جنوب وسط الجزائر، وهي تستند إلى شعر الملحون. وهو طابع الآياي يعتمد على الموسيقى الآلية القصبة والشعر الملحون لمرافقة المؤدي في الأماكن التي لا تتجاوزها حنجرة الفنان.

## أصل الكلمة
الآياي، هو الاسم الذي يطلق على الأغنية البدوية لجنوب وسط وجنوب وسط شرق الجزائر، والتي تسمى كذلك بالصيغة المتداخلة والمتكررة التي يتم من خلالها ترديد جميع أغاني هذا النوع  ، يعني مصطلح الأياي «تعال اتبعني»  ، النوع الموسيقي يسمى الأغنية الصحراوية.
يطلق عليه أيضًا اسم البدوي الصحراوي، النوع البدوي له ثلاثة أنماط في الجزائر: البدوي الصحراوي، البدوي الوهراني والشاوي البدوي. بدوي يعني «ريفي». في الواقع، يشير البدوي عادة إلى الريف والريف. بالإضافة إلى ذلك، يُطلق على الجنس أيضًا اسم «الشرڨي».

## الطبوع

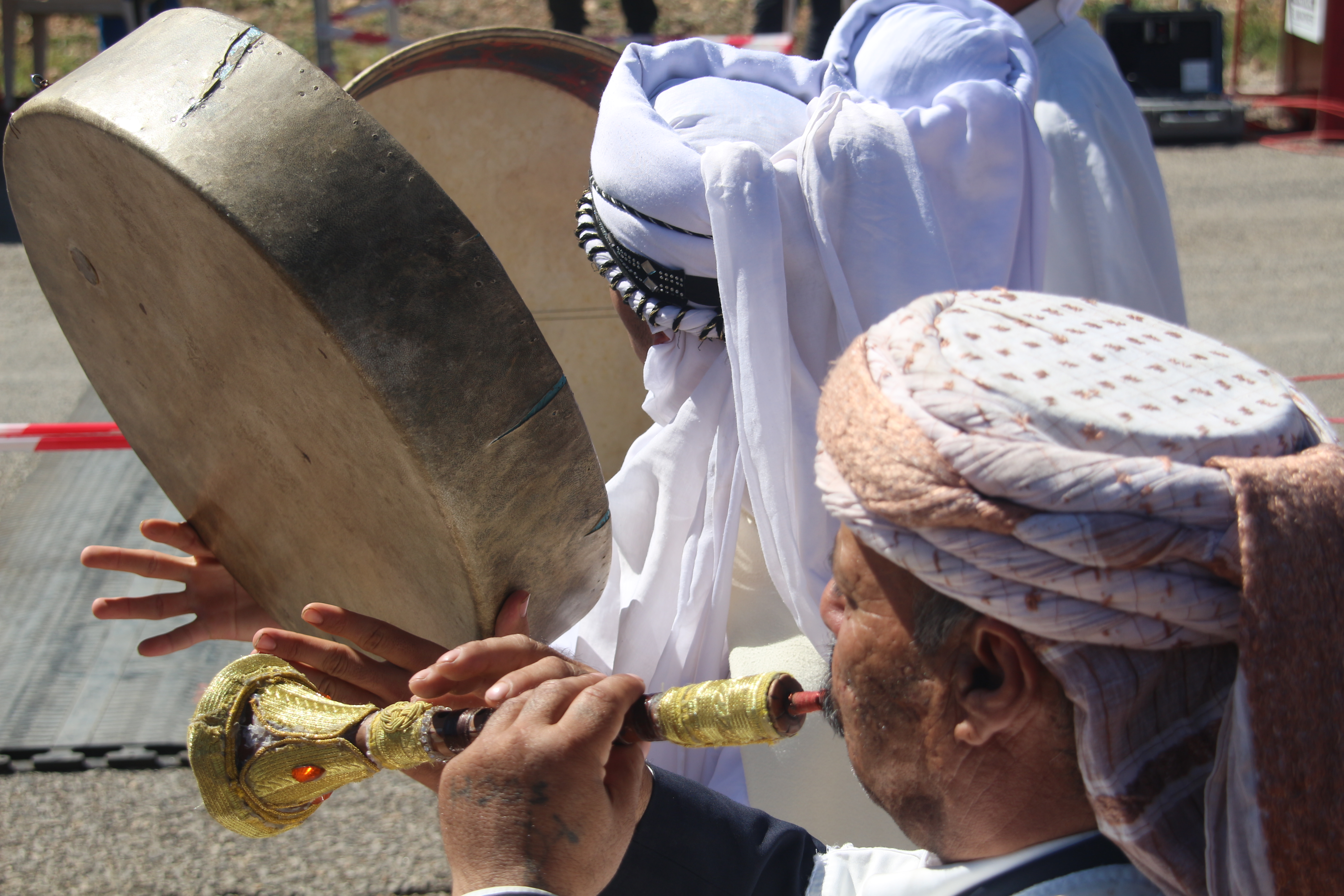
عازفين قصبة وبندير

استنادًا إلى النص الشعري كما هو الحال في الموسيقى، يعبر نوع الآياي عن طريقة حياة البدو الرحل في أطلس الصحراء  ، الذين يتنقلون باستمرار بين السهوب والواحات. الشعراء سادة المعنى. علاوة على ذلك، أشار ابن خلدون إلى وظيفة الشاعر بين الزناتيين: «الشاعر يمشي أمام الصفوف ويغني. ».
بالقرب من الحياة اليومية، يستمد شعر الملحون من بيئتها. يمكن أن تكون هذه القصائد دينية (مديح) أو ملحمية، أغاني المنفى والحنين إلى الماضي، والمرثيات، يظل موضوع الحب هو المحور المركزي لجميع شعراء هذا النوع. يتم ذكرالحيوانات أيضًا، ولا سيما الحصان العربي الجمل.

## المنطقة الجغرافية
يمتد طابع الآياي في الجنوب الأوسط والجنوب الأوسط الشرقي للجزائر  ، على حدود أطلس الصحراء، في منطقة يحدها من الشمال خط مسيلة - تيارت ومن الجنوب بقوس من دائرة من بسكرة إلى البيض عبر الجلفة، الأغواط المنيعة.
كانت القبائل البدوية في هذا الفضاء هي المهد الذي نشأ فيه هذا النوع الفني.

## الأدوات والتركيب
الآلات الموسيقية المستخدمة في الأياي هي آلة الڨصبة (الفلوت) والبندير للإيقاع كما في الشاوي البدوي  ، على عكس وهران البدوي الذي يستخدم «الڨلال». ؛ علاوة على ذلك، فهو أكثر نغمة قليلاً من النوع الفرعي الأخير.
ويرافق الغالبية العظمى من المطربين اثنين على الأقل من الڨصاب (عازف الفلوت)، ولكن في السابق كان برفقة المغني ڨصاب  فقط. ومع ذلك، يجب أن تكون الآلة اللحن «الركيزة» (العمود، الداعم) واحدة فقط من الڨصبة، والتي تضع أسس اللحن من خلال إدخال الجملة الموسيقية، والآخر (أو غيره) يلعب دور «الرديف» (بالتبعية المصاحبة).
تعطي الآياي أهمية أكبر للنص، وتشكل الموسيقى والشعر وحدة لا تتجزأ. يحتوي على العناصر التالية: مقدمة آلية، ثم تناوب الشعر والموسيقى المغنية، لتنتهي إما بالمداخلة " أياي»، أو من خلال خاتمة عزفتها الڨصبة "ركيزة".

حافظت الآياي على سماتها الأصلية نسبيًا ولم تتأثر كثيرًا بالتأثيرات الأخرى، لا سيما الموسيقى الشرقية. ومع ذلك، فإن بعض الممارسات مثل إدخال آلات جديدة، وعواقب التوطين التدريجي لهذه الموسيقى وناقلاتها، جعلتها أقرب إلى موسيقى المدن أو موسيقى المدينة، ولكن دون تشويه النوع. كما أنه يعرف تأنيثًا، من أهم مؤديات هذا النوع، نورا أو الشابة زليخة.

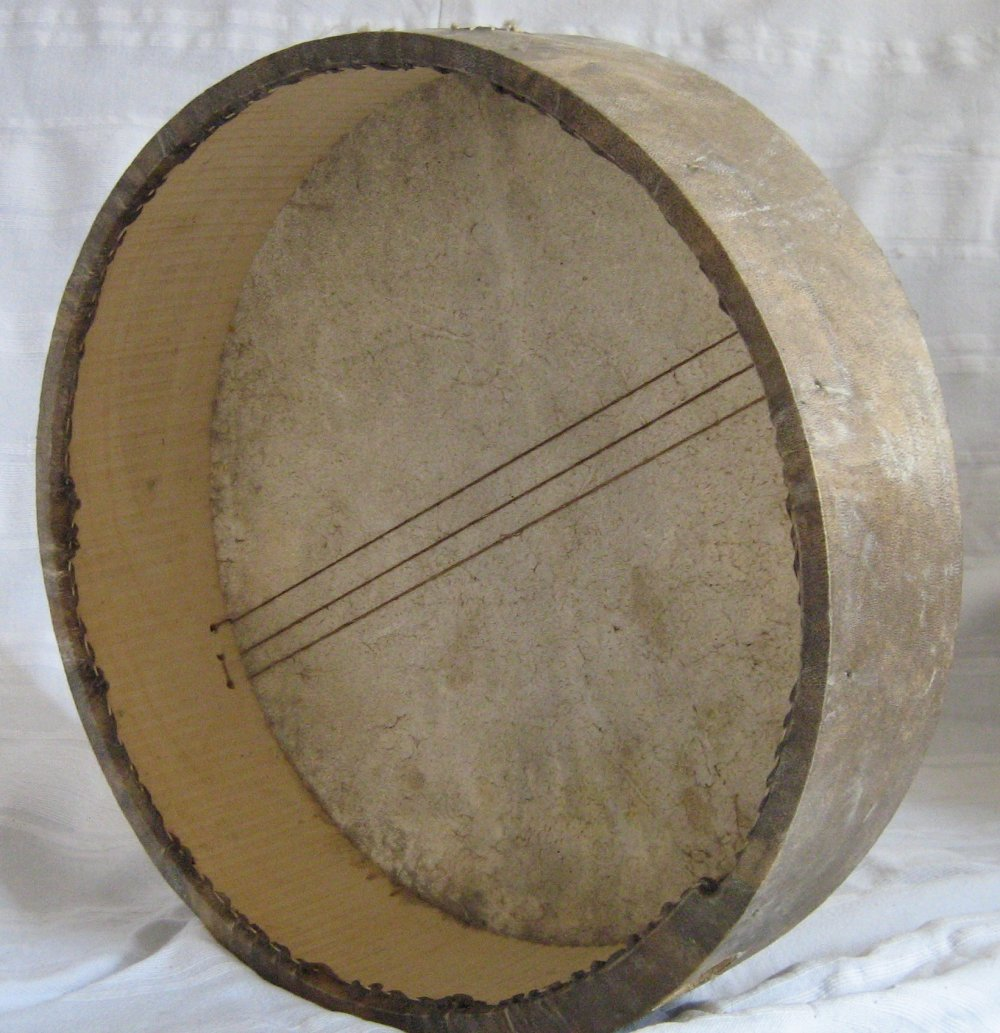
البندير آلة موسيقية منتشرة شمال إفريقيا
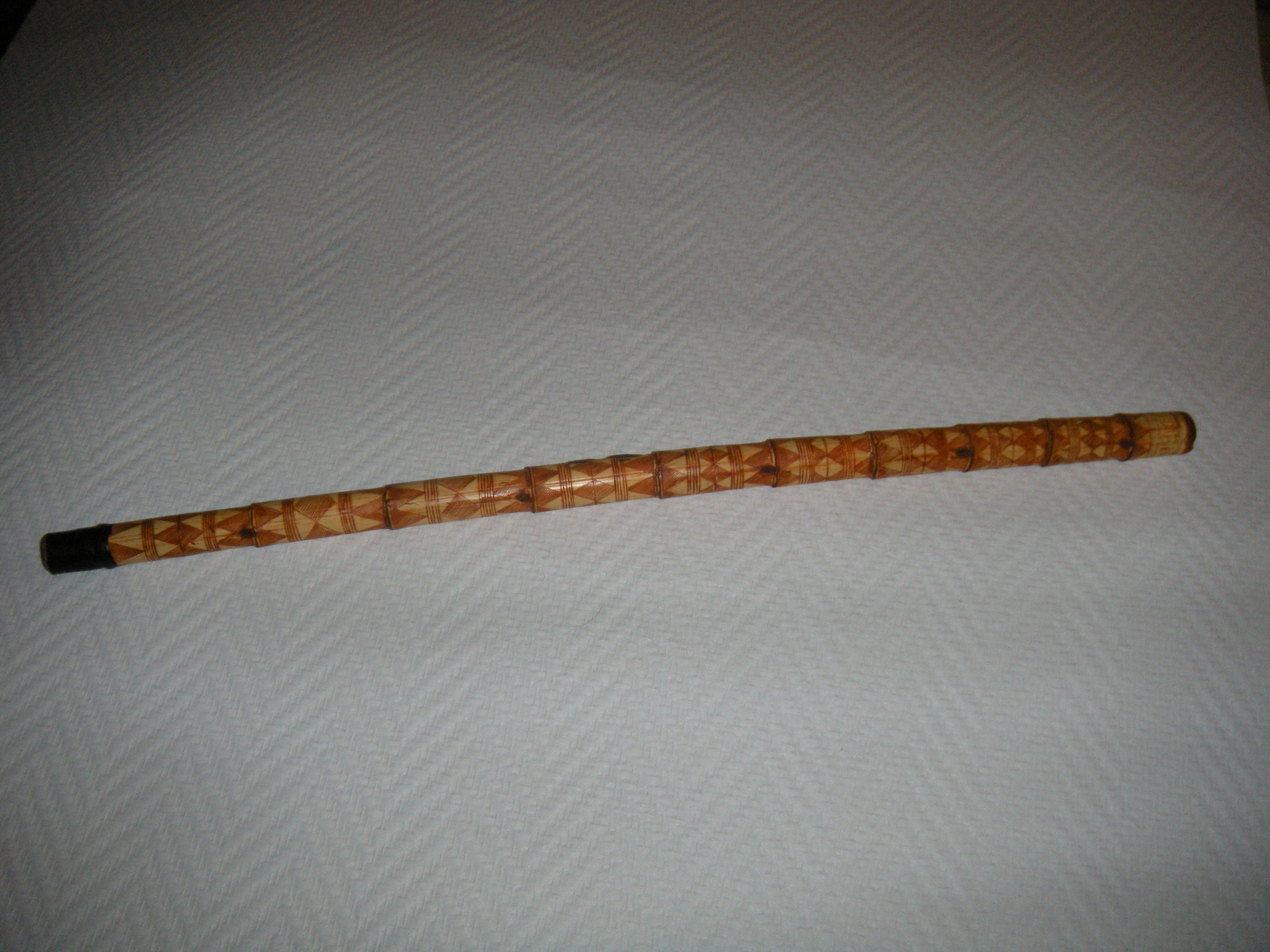
آلة موسيقية منتشرة بشمال إفريقيا

## أشهر الأغاني
- حزية تحفة بن قيطون [1]
- راس بنادم أداء البر عمار [1]
- ياربي يا خالقي، أداء رحاب طاهر [3]